# Frankfurt Grand Prix 1987
Il Frankfurt Grand Prix 1987 è stato un torneo di tennis giocato sintetico indoor. È stata l'8ª edizione del torneo, che fa parte del Nabisco Grand Prix 1987. Si è giocato a Francoforte in Germania dal 10 al 15 novembre 1987.

## Campioni

### Singolare maschile
Tim Mayotte ha battuto in finale  Andrés Gómez con il punteggio di 7–6 6–4

### Doppio maschile
Boris Becker /  Patrik Kühnen hanno battuto in finale  Scott Davis /  David Pate con il punteggio di 6–4, 6–2